# 昆蟲姦察
『昆蟲姦察』（こんちゅうかんさつ）とは、CYCLETから2012年に発売されたアダルトゲーム。
本項では続篇である『昆蟲姦察 螽』（こんちゅうかんさつ　しゅう,以下:螽）についても解説する。

## 解説
リアルな昆虫たちとの性的プレイを描いたテキスト形式のアドベンチャーゲーム。Hシーンが昆虫たちを相手にしたものばかりだったため、そのマニアックさに注目が集まった。
『昆蟲姦察』リリース後、Cycletは『海蝕輪廻』や『異種愛玩』といった異種姦もののリリースを続け、2014年4月25日には続篇『昆蟲姦察 螽』が発売された。
『昆蟲姦察』での全体の登場人物は2人だったが、『螽』ではヒロインの数が4人に増えた

## あらすじ
「私立如月学園」の生物教師・椚久隆は教師としての仕事を務める傍ら、昆虫の研究を重ね品種改良を繰り返し、巨大な昆虫を作り上げていた。
ある日、学園長の孫娘である如月かごめに見つかり、久隆は口封じとして昆虫を用いて彼女を凌辱した。

### 『螽』
椚あずさは、学費を肩代わりするから“蟲の研究”の研究の手伝いをしてほしいと、早乙女ほたるに持ちかける。
当初ほたるはその提案に戸惑っていたが、アルバイトが学校側に発覚したため辞めざるを得なくなり、あずさの研究を手伝うことにした。だが、彼女が研究室で目にしたのは、巨大な昆虫が少女を凌辱する場面だった。

## 登場人物
椚久隆
『昆蟲姦察』の主人公。
如月かごめ
私立如月学園の学園長の孫娘で、『昆蟲姦察』のヒロイン。

### 『螽』からの登場人物
椚あずさ
声:鈴音華月
久隆のいとこである生物教師。消息を絶った彼の研究を引き継いでいる。久隆同様自分の研究以外への関心は薄い。
早乙女ほたる
声：東かりん
苦しい家計を助けるために学校で禁じられているアルバイトをしていたが、アルバイトが楓に発覚したため、あずさの研究を手伝うことにした。
神無 楓（かみな かえで）
声：悠はるか
『螽』の時点での如月学園生徒会長。あずさの実験に感づき告発しようとするも、虫の凌辱を受け協力させられる羽目になった。
鴨川 芽愛（かもがわ めい）
声：中家志穂
地方から如月学園に入学した少女。周囲になじめずにいたところ、あずさの実験を知り、協力するようになった。田舎育ちのため虫に対する抵抗感を持たず、逆にいつくしんでいる。

## スタッフ
- シナリオ:桜庭丸男
- 原画：千葉哲太郎